# Fagus crenata
Fagus crenata — вид квіткових рослин з родини букових (Fagaceae). Ареал охоплює такі країни: Японія.

## Середовище
Однодомна рослина, що запилюється вітром. Зростає від рівня моря до 1500 метрів над рівнем моря.

## Біоморфологічна характеристика
Це листопадне дерево з великою, густою кроною; воно може виростати до 35 метрів заввишки. Діаметр стовбура сягає понад 1.4 метра. Листя яйцеподібне, до 10 см завдовжки та до 5 см завширшки. Черешки 1 см завдовжки. Край листка гофрований, вкритий ніжними волосками. Восени вони набувають тьмяно-золотистого кольору.

## Використання
Дерево збирають у дикій природі як їжу та джерело матеріалів. Іноді його вирощують як декоративне та тінисте дерево. Насіння різних видів бука, як правило, їстівне та корисне. Однак воно містить сапоновий глікозид і, якщо його вживати у великій кількості (особливо сирим), може спричинити розлад шлунка.

## Галерея

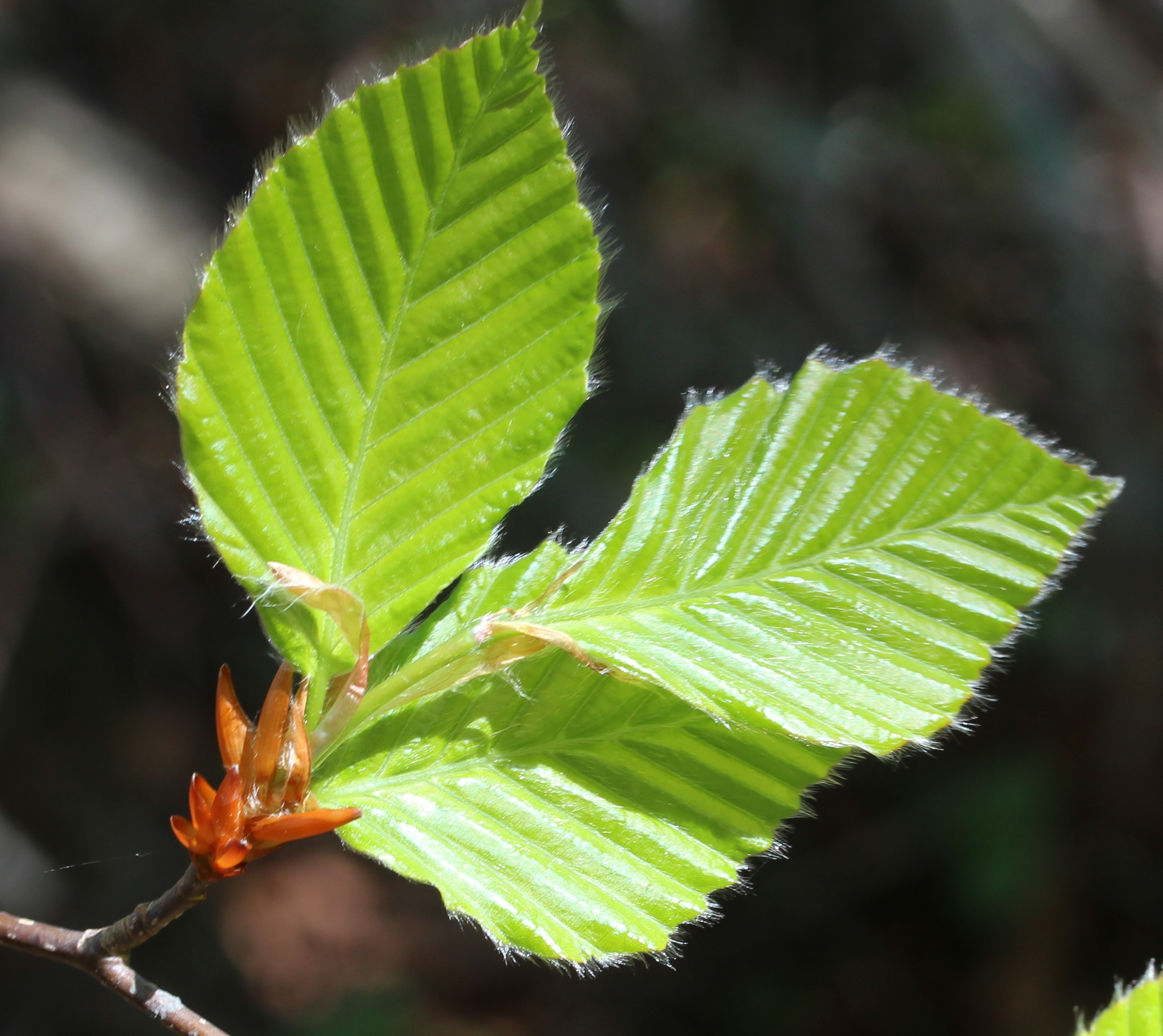
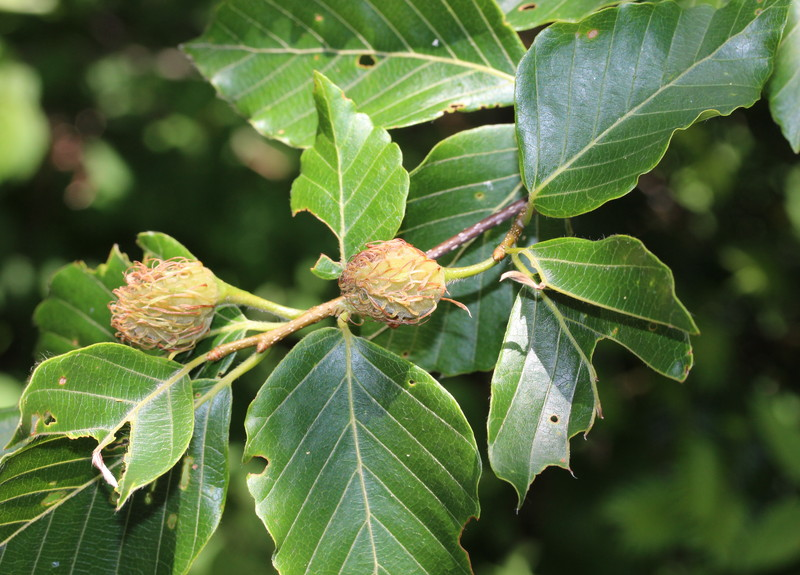
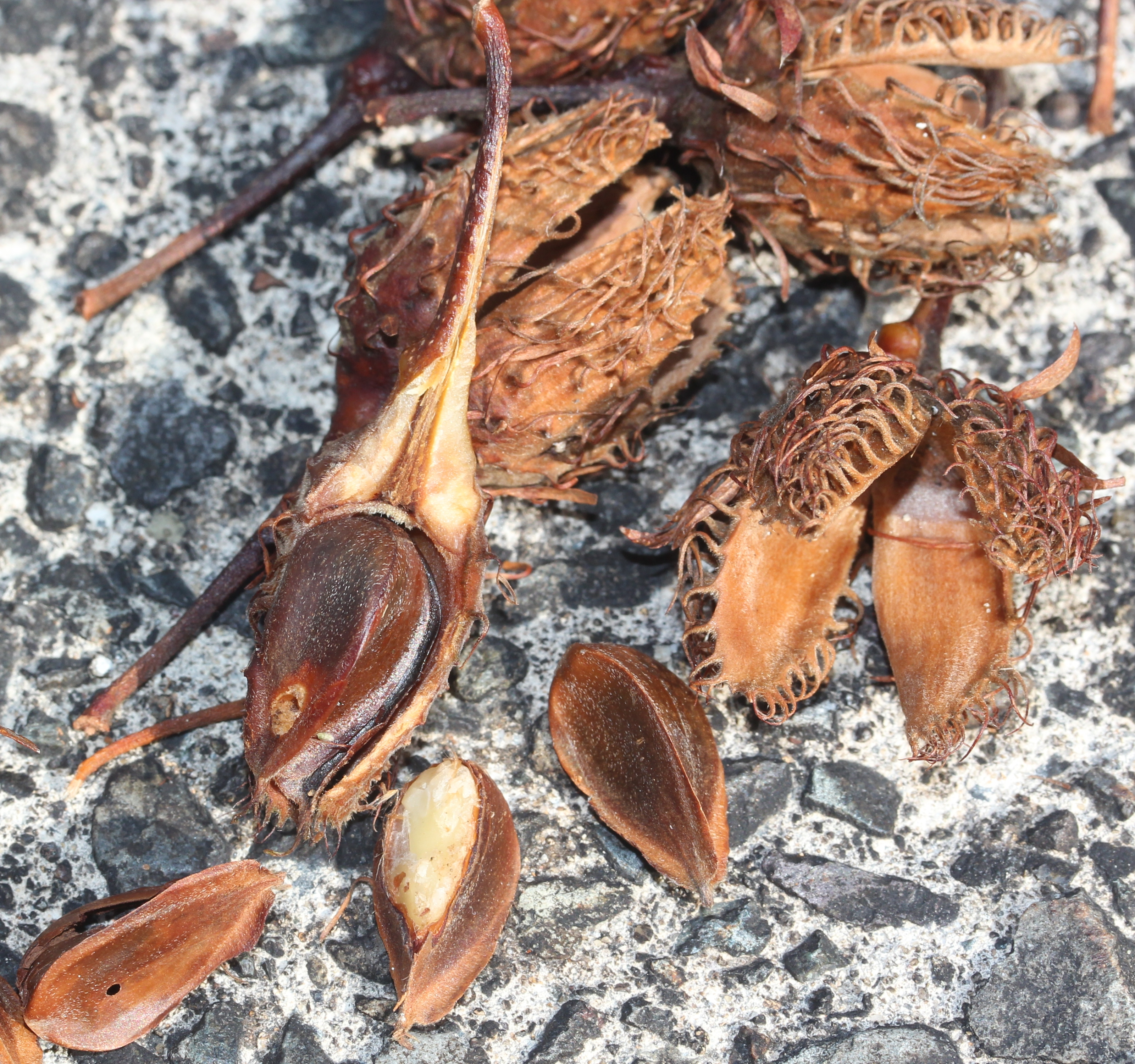